# Пољско-османски рат (1620–1621)
Пољско-османски рат вођен је од 1620. до 1621. године између Османског царства и Пољско-литванске уније. Део је Пољско-османских ратова.

## Рат
Непосредан повод за избијање рата била је оружана интервенција пољског краља Жигмунда III Васе против трансилванског кнеза Габора Бетлена, турског вазала. Турски султан Осман II нанео је у Молдавији 20. септембра 1620. године пораз пољској војсци код Цуцоре у близини Јашија. У наставку рата су Пољаци под Јаном Ходкевичем септембра 1621. године нанели пораз Турцима код Хотина. Непријатељства су обустављена миром од 9. октобра 1621. године који је две године касније потврђен у Истанбулу. Утврђен је Status quo.